# Seiji Ozawa
Seiji Ozawa (japonès: 小澤 征爾)  (Shenyang, 1 de setembre de 1935 - Setagaya, 6 de febrer de 2024) va ser un director d'orquestra japonès conegut per la seva defensa dels compositors moderns i pel seu treball amb la Simfònica de San Francisco, l'Orquestra Simfònica de Toronto, l'Òpera Estatal de Viena i l'Orquestra Simfònica de Boston, on va exercir com a director musical durant 29 anys, el mandat més llarg de la història de les orquestres dels Estats Units. Va rebre nombrosos premis internacionals.

## Biografia
Anys de joventut
Ozawa va néixer de pares japonesos a la ciutat de Mukden, ocupada pels japonesos. Quan la seva família va tornar al Japó el 1944, va començar a estudiar piano amb Noboru Toyomasu, estudiant molt les obres de Johann Sebastian Bach. Després de graduar-se a la "Seijo Junior High School" el 1950, Ozawa es va trencar dos dits en un partit de rugbi. Com que no va poder continuar estudiant piano, el seu professor a l'Escola de Música Toho Gakuen, Hideo Saito, va portar a Ozawa a una interpretació el Concert per a piano núm. 5 de Beethoven que li'n va canviar la vida, ja que finalment va canviar el seu enfocament musical del piano. Anant a la direcció. Va anar a la "Toho Gakuen School of Music", on es va graduar el 1957.
Èxit internacional
Gairebé una dècada després de la lesió esportiva, Ozawa va guanyar el primer premi al Concurs Internacional de Directors d'Orquestra a Besançon, França. El seu èxit allà va fer que Charles Münch, aleshores director musical de l'Orquestra Simfònica de Boston, l'invités a assistir al "Berkshire Music Center" (ara Tanglewood Music Center), on va estudiar amb Munch i Pierre Monteux. El 1960, poc després de la seva arribada, Ozawa va guanyar el Premi Koussevitzky al director estudiantil destacat, el màxim honor de Tanglewood. Rebent una beca per estudiar direcció amb el famós director austríac Herbert von Karajan, Ozawa es va traslladar a Berlín Oest. Sota la tutela de von Karajan, Ozawa va cridar l'atenció del destacat director Leonard Bernstein. Després, Bernstein el va nomenar com a director assistent de la Filharmònica de Nova York, on va servir durant les temporades 1961–1962 i 1964–1965. Mentre estava amb la Filharmònica de Nova York, va fer la seva primera aparició en un concert professional amb la Simfònica de San Francisco el 1962. Ozawa segueix sent l'únic director d'orquestra que ha estudiat amb Karajan i Bernstein.
El desembre de 1962 Ozawa es va veure involucrat en una polèmica amb la prestigiosa orquestra simfònica japonesa de la NHK quan alguns músics, descontents amb el seu estil i personalitat, es van negar a tocar amb ell. Ozawa va dirigir l'Orquestra Filharmònica del Japó rival. Des de 1964 fins a 1968, Ozawa va ser el primer director musical del Festival Ravinia, la casa d'estiueig de l'Orquestra Simfònica de Chicago. El 1969 va ser el director principal del festival.
Va ser director musical de l'Orquestra Simfònica de Toronto de 1965 a 1969 i de la Simfònica de San Francisco de 1970 a 1977. L'any 1972, va dirigir la Simfònica de San Francisco en els seus primers enregistraments comercials en una dècada, enregistrant música inspirada en Romeo de Shakespeare. Julieta. El 1973, va portar l'orquestra de San Francisco a una gira europea, que va incloure un concert de París que es va retransmetre per satèl·lit en estèreo a l'estació de San Francisco KKHI. El 1974 va estar involucrat en una disputa amb el comitè de músics de la Simfònica de San Francisco que va negar la tinença al timbalista Elayne Jones i al fagotista Ryohei Nakagawa, dos músics joves que Ozawa havia seleccionat. Va tornar a San Francisco com a director convidat, dirigint un concert l'any 1978 amb música del ballet El llac dels cignes de Txaikovsky.
Orquestra Simfònica de Boston
Entre 1964 i 1973, Ozawa va dirigir diverses orquestres; es va convertir en director musical de l'Orquestra Simfònica de Boston el 1973. El seu mandat a la BSO es va mantenir durant 29 anys, el mandat més llarg de qualsevol director musical, superant els 25 anys de Serge Koussevitzky.
Ozawa va guanyar el seu primer premi Emmy el 1976, per la sèrie de televisió "Evening at Symphony" de la PBS amb l'Orquestra Simfònica de Boston,. El 1994, la BSO va dedicar la seva nova sala de concerts Tanglewood "Seiji Ozawa Hall" en honor a la seva 20a temporada amb l'orquestra. El 1994, va ser guardonat amb el seu segon Emmy per a l'assoliment individual en programació cultural per a Dvořák a Praga: A Celebration.
Al desembre de 1979, Ozawa va dirigir una actuació monumental de la Novena Simfonia de Beethoven a la Filharmònica Central de Pequín.[11] Aquesta va ser la primera vegada, des de 1961, que la Novena Simfonia de Beethoven es va interpretar en directe a la Xina a causa de la prohibició de la música occidental.
En un esforç per fusionar orquestres i intèrprets totalment japonesos amb artistes internacionals, Ozawa, juntament amb Kazuyoshi Akiyama, van fundar l'Orquestra Saito Kinen el 1992. Des de la seva creació, l'orquestra ha guanyat una posició destacada a la comunitat musical internacional.
El mateix any, va debutar amb el Metropolitan Opera de Nova York. Va crear una polèmica entre 1996 i 1997 amb demandes sobtades de canvi al Tanglewood Music Center, que van fer que Gilbert Kalish i Leon Fleisher dimitissin en protesta.
El 1998, Ozawa va dirigir una interpretació internacional simultània de l'Oda a l'alegria de Beethoven a la cerimònia d'obertura dels Jocs Olímpics d'Hivern de 1998 a Nagano, Japó. Ozawa va dirigir una orquestra i cantants a Nagano, i es va unir a cors que cantaven de Pequín, Berlín, Ciutat del Cap, Nova York i Sydney, així com el públic de l'Estadi Olímpic de Nagano. Aquesta va ser la primera vegada que s'havia aconseguit una actuació audiovisual internacional simultània.
Posteriorment es va desenvolupar una controvèrsia sobre diverses percepcions de la qualitat del treball d'Ozawa amb la BSO. Ozawa va deixar la direcció musical de BSO el 2002.
Ozawa ha estat un defensor de la música clàssica del segle XX i ha estrenat diverses obres, com ara la Polifonia de San Francisco de György Ligeti el 1975 i l'òpera Saint François d'Assise d'Olivier Messiaen el 1983. També es va fer conegut pel seu vestuari de direcció poc ortodoxa on portava el vestit formal tradicional amb un coll alt blanc, no la camisa, armilla i corbata blanca habituals.
Des del 2001
El 2001, Ozawa va ser reconeguda pel govern japonès com a Persona de Mèrit Cultural. El 2002 es va convertir en director principal de l'Òpera Estatal de Viena. Continua tenint un paper clau com a professor i administrador al Tanglewood Music Center, la casa de música d'estiu de l'Orquestra Simfònica de Boston que té programes per a joves professionals i estudiants de secundària. El dia d'Any Nou de 2002, Ozawa va dirigir el Concert de Cap d'Any de Viena. El 2005, va fundar l'Òpera de Tòquio Nomori i va dirigir la producció d'Elektra de Richard Strauss. L'1 de febrer de 2006, l'Òpera Estatal de Viena va anunciar que havia de cancel·lar tots els seus compromisos de direcció del 2006 a causa d'una malaltia, incloses la pneumònia i un herpes. Va tornar a dirigir el març de 2007 a l'Òpera de Tòquio Nomori. Ozawa va deixar el seu càrrec a l'Òpera Estatal de Viena el 2010, per ser succeït per Franz Welser-Möst.
L'octubre de 2008, Ozawa va ser honrat amb l'Ordre de la Cultura del Japó, per la qual es va celebrar una cerimònia de lliurament de premis al Palau Imperial. Ha rebut el "34th Suntory Music Award" (2002) i l'"International Center in New York's Award of Excellence".
El 7 de gener de 2010, Ozawa va anunciar que cancel·laria tots els compromisos durant sis mesos per tal de sotmetre's a tractaments per al càncer d'esòfag. El metge amb Ozawa en el moment de l'anunci va dir que es va detectar en una fase inicial. Els altres problemes de salut d'Ozawa han inclòs la pneumònia i la cirurgia de l'esquena. Després del seu diagnòstic de càncer, Ozawa i el novel·lista Haruki Murakami es van embarcar en una sèrie de sis converses sobre música clàssica que formen la base del llibre "Absolutely on Music"".
El 6 de desembre de 2015, Ozawa va ser homenatjat als "Kennedy Center Honors".

## Graus honorífics
Ozawa és doctor honoris causa per la Universitat Harvard, el Conservatori de Música de Nova Anglaterra, la Universitat de Massachusetts Amherst, la Universitat Nacional de Música de Bucarest i el "Wheaton College". És membre d'honor de l'"International Music Council".

## Premis i honors
- 1958: Toho Gakuen School of Music: 1r Premi de direcció i composició
- 1959: Concurs Internacional de Directors d'Orquestra, Besançon, França
- 1960: Koussevitzky Prize al director estudiantil destacat, Tanglewood
- 1976: Premi Emmy per Evening at Symphony
- 1981: Premi Grammy a la Millor interpretació d'instrument solista amb orquestra
- 1992: Medalla Hans von Bülow (atorgada per la Filharmònica de Berlín)
- 1994: Emmy per Dvořák a Prague
- 1994: Premi Inouye, Japó
- 1994: Inauguració del Seiji Ozawa Hall a Tanglewood, la casa d'estiu de la BSO a Massachusetts, on també va ensenyar per a l'Acadèmia Internacional de Joves Músics[36]
- 1997: Músic de l'any (Musical America)
- 1998: va dirigir l'Oda a l'alegria de Beethoven a la cerimònia d'obertura dels Jocs Olímpics d'hivern de Nagano[37]
- 1998: Cavaller de la Légion d'honneur (França), per a la promoció dels compositors francesos
- 2001: Membre de l'Académie des Beaux-Arts de l'Institut de France (Aportat pel president francès Jacques Chirac)
- 2001: Persona de Mèrit Cultural, Japó
- 2002: Doctor honoris causa, Universitat Nacional de Música de Bucarest, Romania[38]
- 2002: Creu d'Honor austríaca per a la ciència i l'art, 1a classe[39] (donada pel president austríac Thomas Klestil)
- 2002: Les Victoires de la Musique Classique (premi CD francès)
- 2003: Premi Mainichi Art i Premi Suntory Music
- 2004: Doctor honoris causa per la Universitat de la Sorbona de França
- 2008: Ordre de la Cultura, Japó
- 2009: Gran Condecoració d'Honor de Plata pels Serveis a la República d'Àustria[40]
- 2011: Praemium Imperiale, Japó
- 2011: Ordre de l'Amistat (Rússia)
- 2012: Medalla Tanglewood atorgada, en honor a la 75a temporada de Tanglewood, BSO comença una nova tradició amb la primera medalla atorgada a Seiji Ozawa, laureat al director musical de BSO,[41] Tanglewood.
- 2015: homenatjat del "Kennedy Center"
- 2016: Premi Grammy a la millor gravació d'òpera
- 2016: Membre d'Honor de la Filharmònica de Berlín

## Vida personal
Ozawa té tres germans, Katsumi, Toshio i Mikio, aquest últim és escriptor musical i presentador de ràdio a Tòquio. Ozawa està casat amb Miki Irie ("Vera"), una antiga model i actriu, nascuda el 1944 a Yokohama i que és una quarta part russa i tres quartes parts japonesa; abans estava casat amb la pianista Kyoko Edo. Ozawa té dos fills amb Irie, una filla anomenada Seira i un fill anomenat Yukiyoshi. Durant el seu mandat amb l'Orquestra Simfònica de Boston, Ozawa va optar per dividir el seu temps entre Boston i Tòquio en lloc de traslladar la seva família als Estats Units, ja que ell i la seva dona volien que els seus fills creixin conscients de la seva herència japonesa.
Ozawa i el violoncel·lista i director d'orquestra Mstislav Rostropóvitx van formar un grup musical itinerant durant les etapes posteriors de la vida de Rostropóvitx, amb l'objectiu d'oferir concerts gratuïts i orientar estudiants a tot el Japó.